# Lygodium palmatum
Lygodium palmatum là một loài dương xỉ trong họ Lygodiaceae. Loài này được Bernh. Sw. mô tả khoa học đầu tiên năm 1806.

## Hình ảnh

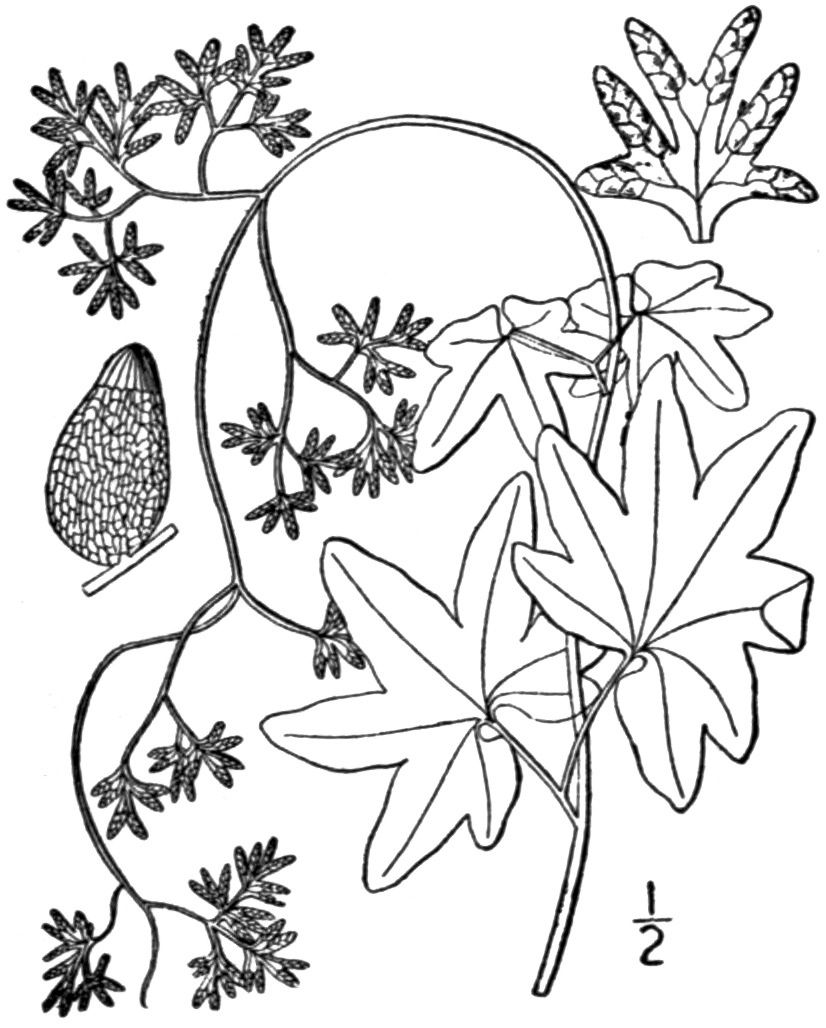
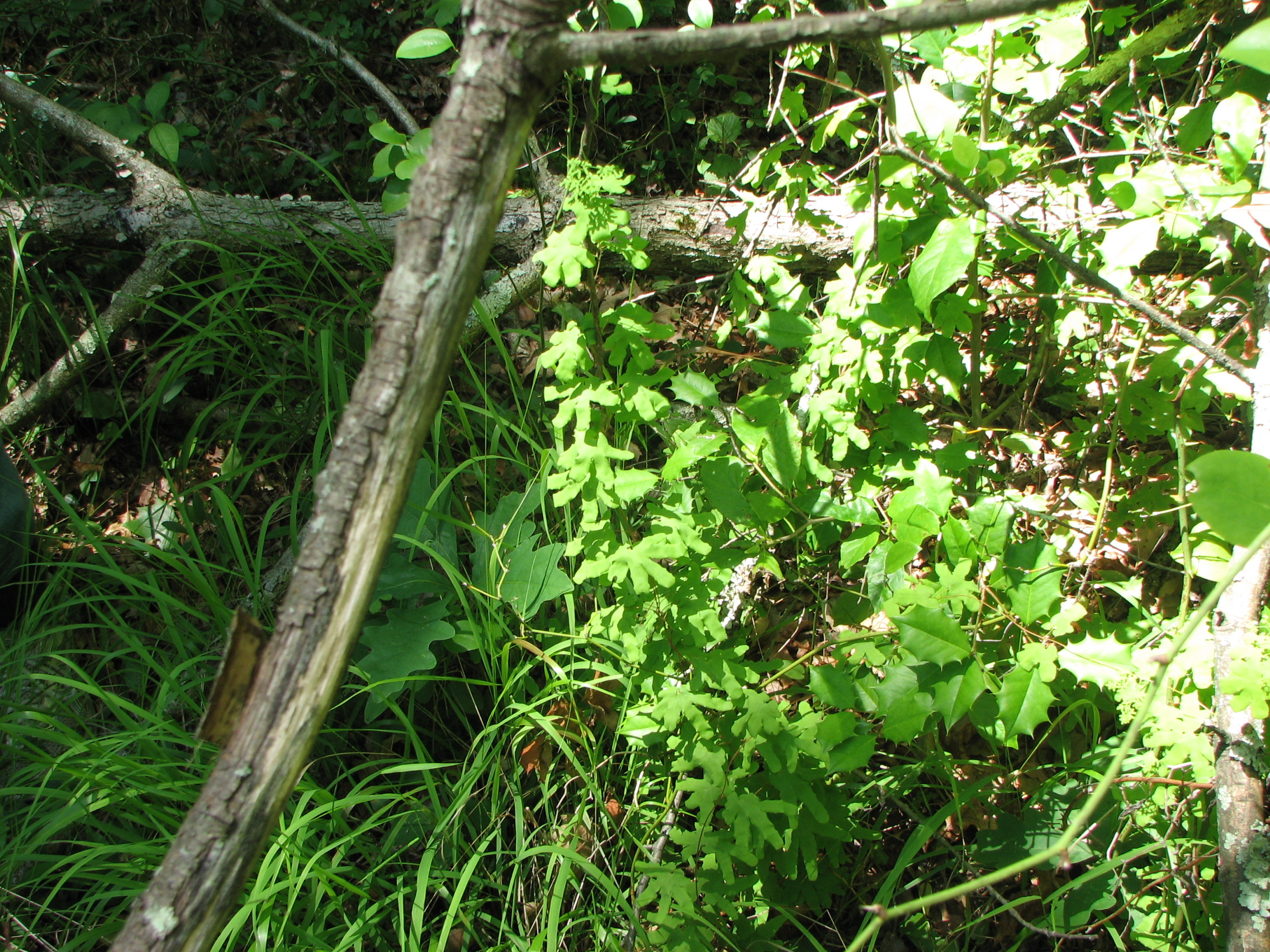
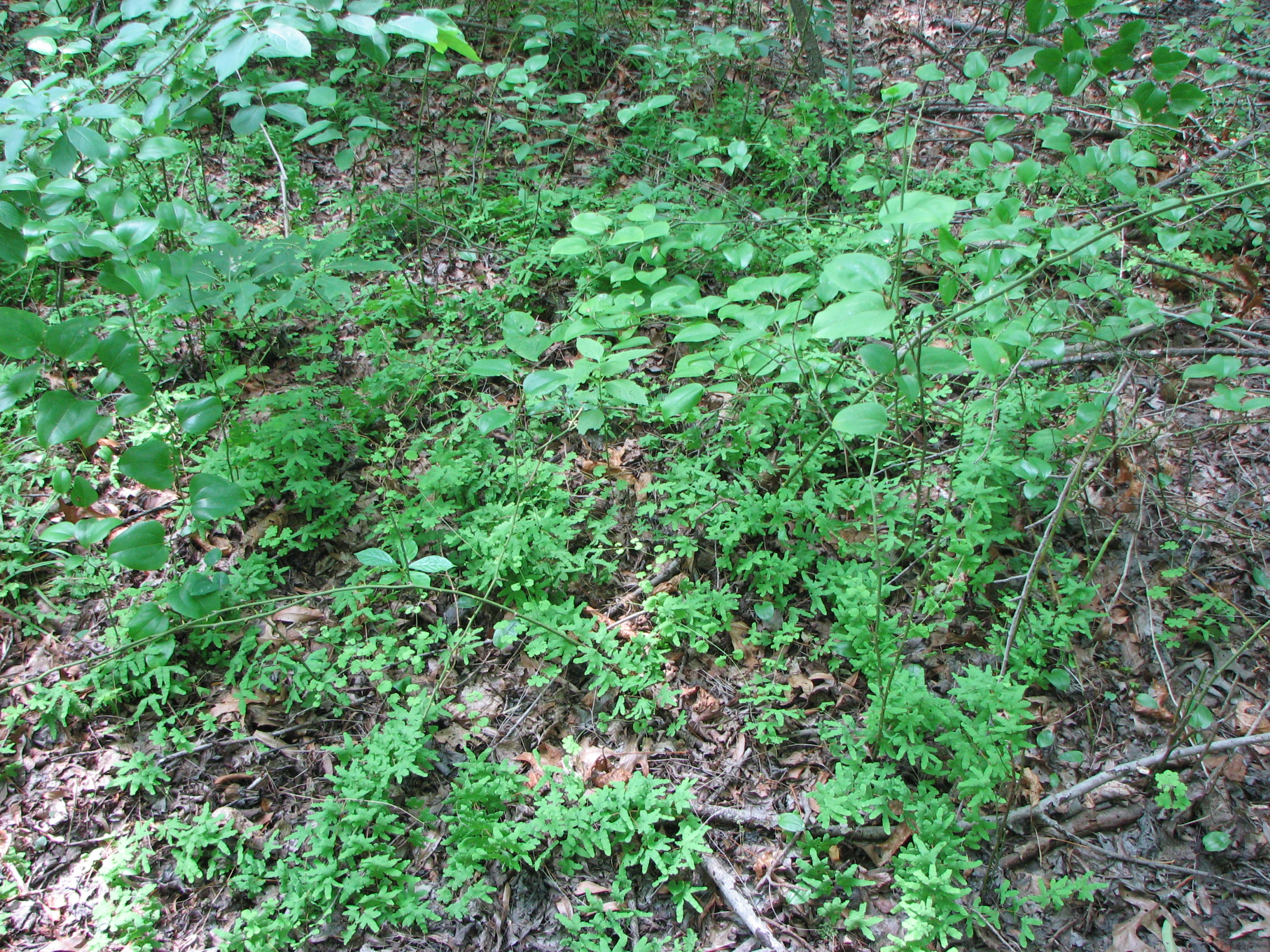
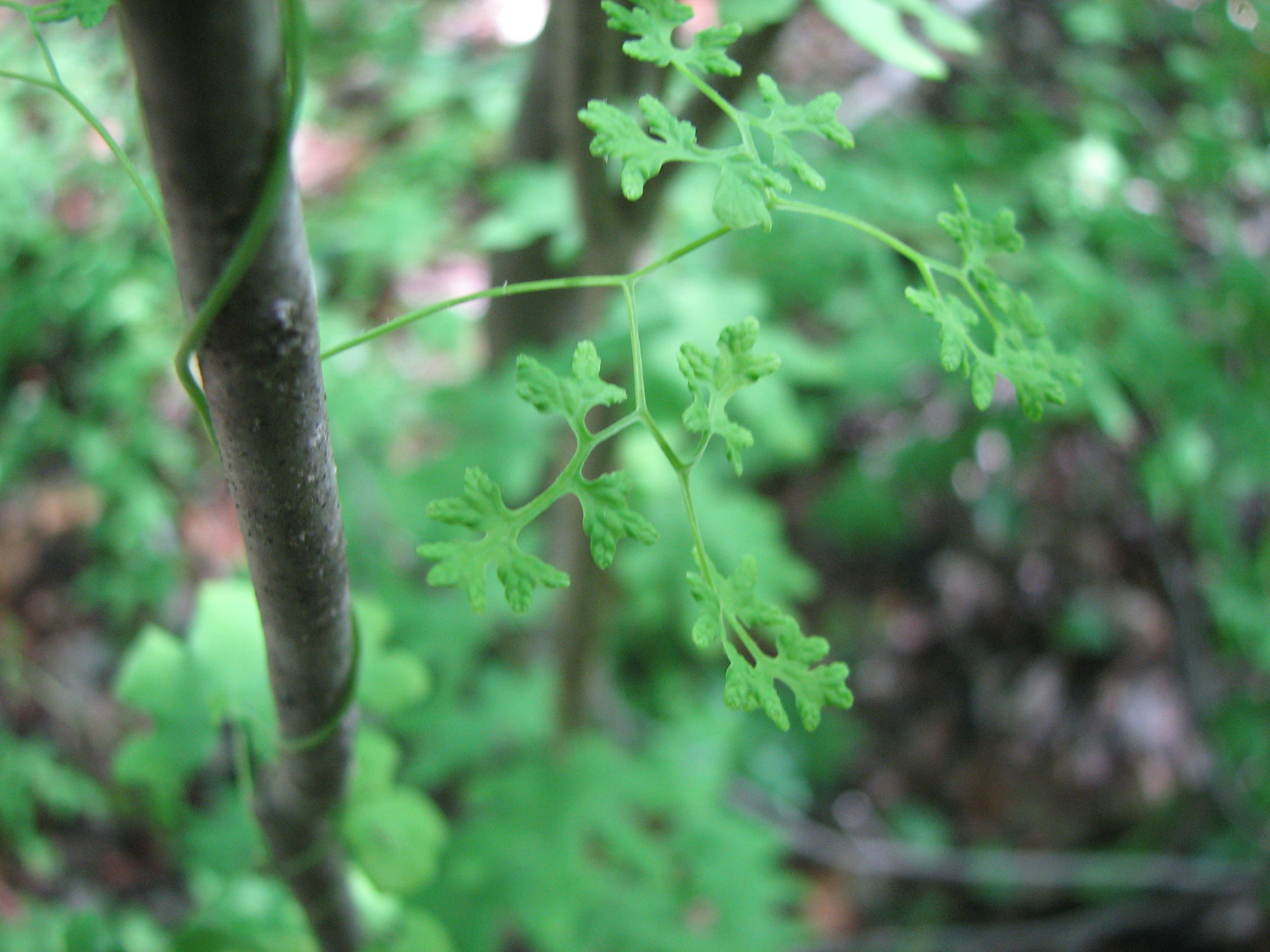